# 186 a. C.
El año 186 a. C. fue un año del calendario romano prejuliano. En el Imperio romano, fue conocido como el año 568 Ab Urbe condita.

## Acontecimientos
- El Senado prohibió la celebración de bacanales promulgando una ley, después del escándalo de las bacanales, solamente pudo ser reemplazado por el carnaval.
- Hispania: este año y el siguiente, ejerce la pretura Lucio Quincio Crispino en la Hispania Citerior, mientras que Cayo Calpurnio Pisón (cónsul 180 a. C.) desempeña el mismo cargo en la Ulterior. Los dos pretores combaten juntos en las fronteras de ambas provincias, teniendo como objetivo llegar al Tajo.[1]
- El Senado romano prohíbe la celebración de bacanales (fiestas orgiásticas en honor de Baco, dios del vino), por considerarlas inmorales y perniciosas.[2]